# Tibeti masztiff

## Származása és története
Ősi tibeti fajta. Arisztotelész a tibeti masztiffot "kolosszális csontú, izmos, nehéz, nagy fejű és széles pofájú" kutyaként írja le, a középkorban Marco Polo úgy látta, hogy „…nagy, mint egy szamár, kiváló vadászatra, méghozzá a vad ökrökre (jakok)…” Azóta minden harci- és pásztorkutyafajta óriás, rettentő elődjeként szerepel a kutyás irodalomban. Ugyanakkor tipikus hegyi pásztorkutya, amely a lehető legjobban alkalmazkodott a zord éghajlathoz és környezethez, az állatokhoz, melyeket őriz, valamint az ellenségeihez, a ragadozó nagymacskákhoz és medvékhez. A pásztorok többnyire herélt kanokat tartanak, amelyek lényegesen nagyobbra nőnek, mint a nem heréltek. Láncra kötött kutyák őrizték a palotákat. 1900 körül bukkantak fel először Angliában.

## Testfelépítése
A tibeti masztiff tiszteletet parancsoló megjelenésű, igen erős testfelépítésű kutya. Hátvonala erős és vízszintes, mellkasa széles és mély, a könyöke alá nyúlik. Hátával egy vonalban tűzött farkát járás közben a hátára görbíti; a farok lógó helyzetben nem érhet a csánk alá. A hátsó lábak igen izmosak. Szorosan zárt ujjú mancsai nagyok és erősek, az ujjak közt szőrösek. A hátsó lábakon farkaskarom is előfordulhat. Válla izmos, szép formájú, széles és erős nyakán gyengén fejlett lebernyeg látható. Feje viszonylag széles, nehéz és erős. A stopp határozottan kirajzolódik. Az arcorri rész széles, és minden irányból négyzetes alakúnak tűnik. Orrtükre széles, erősen pigmentált, orrlyukai tágak. Felső ajkai kissé rálógnak az alsókra. Szemei picit ferde metszésűek és igen kifejező tekintetűek. A közepes nagyságú, háromszögletű fülek oldalt tűzöttek és a fej mellett lelógók. A tibeti masztiff harapása lehetőleg ollószerű legyen, de a harapófogó-szerű harapás is elfogadható. A fedőszőrzet dús, félhosszú, testhez simuló, érdes tapintású és merev, míg az aljszőrzet gyapjas jellegű. Szőrzete a nyakán sörényt-, a vállán, gallért alkot. Combján és farkán igen hosszú, dús szőrzet fejlődik; pofáján, fülein és lábain rövid és sima a szőr, de itt is bőven akadnak hosszabb szálak. A mellső végtagok hátsó oldalán és a hátsó lábak sarkán dús, zászlószerű szőrzet nő. Legjellemzőbb a fekete vagy szürke színű, cserbarna rajzolattal díszített szőrzet. Néha látni egyszínű fekete, szürke vagy arany példányokat is. A mellkason és a lábujjakon lehetnek fehér foltok – de nem túl nagyok. A halvány bézs és krémszínű szőrzet nem elfogadható.

## Jelleme
A tibeti masztiff nyugodt, méltóságteljes, kiegyensúlyozott kutya, amelyből büszkeség sugárzik. Noha családjához igen hűséges és odaadó, természetében a tartózkodó vonások és a függetlenség jegyei is jelen vannak. Nagyon érzékeny, és szeret családja közelében lenni. Saját területén belül igen magabiztos. Számára természetes dolog, hogy őrizze a családot és az otthonát – erre biztatni sem kell. Nem ugat sokat, de ha veszélyt érez, kiereszti a hangját. A lakásban általában békésen viselkedik, de a szabadban – időnként – meglepően mozgékony. Szőrzete minden időben megfelelő védelmet nyújt. Testileg és szellemileg is lassan érő kutya. Ez a kutya nagyon szereti a családját, és rendkívül hűséges. Az összes többi háziállatot sajátjának tekinti, és úgy is kezeli. Ha megfelelő volt a szocializációja, feltehetőleg nem lesz gondja a macskákkal és az egyéb kisebb haszonállatokkal sem. A gyerekekkel szemben igen toleráns, türelmes és óvatos. Idegeneket nem enged be, amíg a gazdája azt nem jelzi, hogy meg lehet bízni bennük. A birtokán kívül nem tanúsít territoriális viselkedést, de az idegenekben másutt sem bízik. Előfordul – főként, ha kan –, hogy a többi kutyával szemben domináns módon viselkedik. Ritkán kezdeményez verekedést, de nem is tér ki a más által provokált harc elől.

## Méretei
- Marmagasság: kan: legalább 65 cm, szuka: legalább 61 cm
- Testtömeg: kan: 50–82 kg, szuka: valamivel könnyebb
- Várható élettartam: 10–11 év

## Megjegyzés
A tibeti masztiffnak következetes és igazságos nevelésre van szüksége – ezt lehetőleg a nyugodt természetű gazdától kapja meg, akit a kutya nem tud eltántorítani eredeti szándékától, és aki természetes tekintéllyel rendelkezik. A szigorú, túl sokat követelő nevelés nem sokat ér, sőt akár ronthat is az állat viselkedésén. Ha viszont jól fognak hozzá a tanításhoz, könnyen megtanulja az új parancsokat, és engedelmes lesz. Ez az eb kiváló családi kutya, amelynek azonban nagy helyre van szüksége a lakásban és azon kívül is. Természetes feladatának tekinti a család és otthona védelmét. Független természete miatt a kutyás sportokra nem különösebben alkalmas. Az engedelmességi próbákat sem kedveli, a képzés inkább csak makacsabbá teszi. A szuka évente általában csak egyszer tüzel.